# Леспинасьер
Леспинасье́р (фр. Lespinassière) — коммуна во Франции, находится в регионе Лангедок — Руссильон. Департамент коммуны — Од. Входит в состав кантона Пейрьяк-Минервуа. Округ коммуны — Каркасон.
Код INSEE коммуны — 11200.

## Население
Население коммуны на 2008 год составляло 101 человек.
| 1962 | 1968 | 1975 | 1982 | 1990 | 1999 | 2008 |
| ---- | ---- | ---- | ---- | ---- | ---- | ---- |
| 118  | 139  | 90   | 119  | 105  | 90   | 101  |

## Экономика
В 2007 году среди 70 человек в трудоспособном возрасте (15—64 лет) 41 были экономически активными, 29 — неактивными (показатель активности — 58,6 %, в 1999 году было 61,2 %). Из 41 активных работали 34 человека (19 мужчин и 15 женщин), безработных было 7 (4 мужчин и 3 женщины). Среди 29 неактивных 3 человека были учениками или студентами, 19 — пенсионерами, 7 были неактивными по другим причинам.